# Operación Goodwood
La Operación Goodwood fue una operación militar de los Aliados que tuvo lugar durante la  batalla de Normandía (Segunda Guerra Mundial) entre los días 18 y 20 de julio del año 1944.

## Preludio
Tras el éxito inicial del desembarco aliado en Normandía, el avance de las tropas aliadas se había visto rápidamente frenado. La ciudad de Caen, esencial por su papel clave como nudo de comunicaciones y como vía de acceso al interior de Francia no había sido aún conquistada, al contrario de lo previsto en la planificación inicial aliada; se encontraba todavía en manos de la Wehrmacht, a pesar de que ya había pasado un mes de intensos combates. El bocage normando permitía el aprovechamiento al máximo del terreno para favorecer al máximo la defensa, pero el terreno que se encontraba al este, entre Caen y Vimont, por el hecho de ser más despejado aparentaba ser más favorable para el avance aliado.
Con el nombre en clave de Operación Goodwood se planificó lo que sería la mayor operación militar con blindados en el Frente de Europa Occidental. Para asumir el esfuerzo principal del ataque, se eligió a los cuerpos blindados del 2º Ejército Británico. Algunos de los altos jefes militares aliados esperaban que, aunque a costa de fuertes pérdidas, el ataque desembocase en una ruptura del frente, seguida de la explotación posterior del éxito. La fuerza principal del ataque estaba constituida por el VIII Cuerpo de Ejército británico, formado por las 11.ª y 7ª Divisiones blindadas británicas, además de una división de Guardias. Los objetivos de la 11.ª División Blindada británica se fijaron en: Soliers, Hubert-Folie, Saint-Martin-de-Fontenay y Fontenay; Garcelles-Secqueville era el objetivo de la 7ª División Blindada; mientras que los Guardias debían atacar entre Cagny y Vimont. El objetivo final de la operación era el de arrojar a los alemanes de las alturas que ocupaban en el puente de Bourguebus. El flanco este del ataque estaría cubierto por unidades canadienses, y el flanco oeste por unidades de infantería británica. El desarrollo del plan correspondió al general británico Miles Dempsey, siendo aprobado por el comandante en jefe, el general Montgomery, el siguiente 10 de julio.

## La batalla
El ataque aliado se enfrentó desde el primer momento a determinados problemas: los blindados debían atravesar el río Orne, así como el canal de Caen, para alcanzar el propio campo de batalla, pero un movimiento prematuro hubiese alertado a los alemanes. Retrospectivamente, hoy en día podemos concluir que las unidades blindadas desencadenaron el ataque demasiado tarde: varios miles de tanques se vieron frenados por el cuello de botella que suponían tres únicos puentes sobre el río Orne. Adicionalmente, cuando alcanzaron las zonas asignadas para su despliegue toparon con un segundo problema: el lugar había sido generosamente sembrado de minas, no solo por los alemanes sino también por los propios aliados —en las semanas posteriores al desembarco, grandes superficies habían sido minadas, aunque sin guardar registro de la ubicación de los campos de minas—, todo lo cual contribuyó en definitiva a bloquear el avance de la 11.ª División Blindada. También se había infravalorado en la planificación de la operación la existencia de numerosas pequeñas aglomeraciones urbanas en el medio rural, defendidas cada una de ellas por una minúscula, aunque bien equipada, guarnición alemana, que se protegía mediante el uso de una amplia red de túneles excavados en el terreno.
El bombardeo preparatorio correspondió a una fuerza de casi un millar de aviones bombarderos pesados y medios, que dejaron caer sobre los asombrados alemanes más de 15.000 bombas. Las posiciones alemanas ubicadas al este de la ciudad de Caen quedaron sometidas a un bombardeo en alfombra y varios pueblos quedaron convertidos en amasijos de ruinas, lo que disminuyó y desorganizó momentáneamente las defensas alemanas. Durante un corto período, los defensores alemanes no eran sino un conjunto de grupos dispersos, cuyos efectivos habían quedado seriamente afectados por los bombardeos, y cuyos componentes eran hombres aturdidos y con escasa capacidad de resistencia.
Los primeros avances que llevaron a cabo los blindados aliados, efectuados con la ayuda de una barrera de artillería, fueron lentos, a pesar de encontrar escasa oposición por parte de los alemanes. Para cuando el avance alcanzó la línea férrea Caen-Vimont, los alemanes ya se habían reagrupado. El Fife and Forfar Yeomanry perdió doce carros de combate en Cagny cuando quedaron bajo el tiro de los cañones antiaéreos de 88 mm: a menudo era suficiente que un único disparo alcanzase a un tanque Sherman para que éste quedase convertido en una antorcha de fuego. Los aliados, no obstante, avanzaron lentamente, atravesando la línea defensiva alemana para acercarse a la cota de Bourgebus, donde entraron en contacto con la 21ª División Panzer y con la 1.ª División Leibstandarte SS Adolf Hitler. Más de setenta carros blindados Sherman quedaron destruidos antes de que no se produjese el retroceso de los aliados. Inmediatamente se produjo un contraataque acorazado alemán, y en consecuencia prosiguieron los combates en la meseta y en los alrededores de Hubert-Folie hasta el día 19, momento en que ya había desaparecido la más mínima opción de ruptura de las líneas alemanas.

## Consecuencias
Con la operación los aliados habían extendido su área de control una decena de kilómetros al este de Caen y habían logrado destruir más de 100 blindados alemanes, aunque a su vez habían perdido 413 tanques y más de 5.500 hombres. No obstante, esta acción permitió mayores posibilidades de éxito para la Operación Cobra, llevada a cabo por el Ejército de los Estados Unidos.
Operación Goodwood fue igualmente el nombre en clave de una serie de ataques efectuados por la Royal Navy sobre el acorazado Tirpitz a finales de agosto de 1944.
- Datos: Q2427503
- Multimedia: Operation Goodwood / Q2427503